# Jag kan om jag vill
Jag kan om jag vill  är en sångbok med gitarrackord och texter till barnsånger av Marco Rios. Sånghäftet innehåller 10 sånger och utgavs 2002 av SK- Gehrmans musikförlag AB. 
Illustrationer och färgläggningsbild är gjord av Peter Wallgren och notgrafik av Anders Göranzon och Marco Rios.
Till "Jag kan om jag vill" finns en CD att lyssna på. 
En CD "Jag kan om jag vill" utkom 2001.
1. Jag kan om jag vill  Musik & Text: Marco Rios
2. Jag kan cykla  Musik: Marco Rios Text: Keith Almgren
3. Flygpost  Musik: Marco Rios Text: Roy Malmberg
4. Ballong-sång Musik: Marco Rios Text: Keith Almgren
5. Jag vill vara inne  Text & Musik: Marco Rios
6. Min gurka  Musik: Marco Rios Text: Roy Malmberg
7. Kom igen  Text & Musik: Marco Rios
8. En liten spade  Text & Musik: Marco Rios
9. Min nalle dansar reggae  Text & Musik: Marco Rios
10. Godnatt sol  Musik: Marco Rios Text: Keith Almgren